# Термоформовочные пластики
Термическое формование пластиков - процесс создания изделий различных форм из термопластичных пластмасс путём размягчения нагревом исходного сырья до пластического состояния и придания им формы в матрицах соответствующих форм, а также другими способами: путём совмещения с матрицами (штамповка), продавливания либо протяжки материалов сквозь них (экструзия), литья, ротации и пр., в том числе и совмещая указанные методы.
Процесс термического формования пластиков протекает, как правило, при повышенных температурах, совмещённым с нормальным, повышенным давлении, вакуумом. Термическое формование возможно только из термопластичных пластмасс (пластиков, пластов).
Форма пластиков при термоформовании: бесформенные куски, гранулы различной формы, листы, плёнки, бруски, цилиндры, отходы (лом пластмасс), готовые изделия.

## К основным термопластичным пластикам относятся
Полиэтилен - прозрачный эластичный материал, самый распространённый в мире пластик, температура размягчения 105-110 °C, химически стоек, не ядовит. Недостаток -не поддаётся обработке снятием стружки, детали из него не клеятся, а сплавляются горячим воздухом, либо раскалённой спиралью.
Основные способы термоформования: формование нагревом в матрицах, экструзия, экструзия с раздувом, литьё, литьё под давлением.
Из полиэтилена изготавливают: полиэтиленовую плёнку, упаковку, скотч, трубы, электроизоляцию, тару.
Полипропилен - по своим свойствам похож на полиэтилен, но более прочен. Размягчается при 140 °C. Плавится при температуре 180 °C. Полипропилен — не ядовитое вещество, химически очень стоек. При комнатной температуре этот пластик не удаётся ни клеить, ни растворять.
Основные способы термоформования - формование под давлением, формование вакуумированием, формование экструзионным методом, вакуум- и пневмоформования, экструзионно-выдувного, литьевое формование.
Из полипропилена производят плёнку, трубы, мешки, тару, домашнюю утварь, декоративные профили интерьера, электроизоляционные материалы, строительные материалы и т.п.
Полиметилметакрилат (органическое стекло, плексиглас)- пластик, хорошо пропускающий свет. Целиком состоит из термопластичной смолы. Он может быть окрашен в различные цвета. Размягчается при температуре 120 °C, при температуре 140—150 °C легко формуется Органическое стекло не ядовито, химически менее стойко, чем полиэтилен. Его можно сваривать горячим воздухом, а также распиливать, резать и полировать. 
Основные способы термоформования – штамповка, экструзия, вакуумное термоформование, формование под давлением, литьё.
Области применения самые широкие: медицина, офтальмология, строительство, архитектура, техника, авиация, реклама, электроника, изоляция и пр… осветительная техника (плафоны, перегородки, лицевые экраны, светорассеиватели) наружная реклама (лицевые стёкла для коробов, световых букв, формованные объёмные изделия) торговое оборудование (подставки, витрины, ценники) сантехника (оборудование ванных комнат) строительство и архитектура (остекление проёмов, перегородки, купола, танц-полы, объёмные формованные изделия, аквариумы) транспорт (остекление самолётов, катеров, обтекатели) приборостроение (циферблаты, смотровые окна, корпуса, диэлектрические детали, ёмкости)
Полистирол – термопластичный полимер, хорошо пропускает свет, очень хрупок. При температуре 80 °C размягчается, при температуре 120—140 °C легко формуется, разлагается при температуре 200 °C. Полистирол не ядовит, отличается стойкостью к воздействию щелочей и кислот, хорошо растворяется в бензоле. 
Основные способы термоформования: экструзия, литьё, литьё под давлением.
Области применения широчайшие и аналогичны оргстеклу, однако значительно дешевле: отделочный и утеплительный материал в строительстве, наружной рекламе, выставочных комплексах, офисах, торговых центрах, детали кухонной техники, холодильников, сантехники, игрушек, и пр.
Пенополистирол (вспенивающийся полистирол) - газонаполненные пластмассы -термопластичный полимер получаемый из путём насыщения полистирола газами, например пентаном, с целью последующего вспенивания.
Сырьё представляет собой гранулы белого цвета диаметром 0,2-1.5мм.
Основные способы термоформования: способ термоформования пенополистирола отличается от всех способов, перечисленных выше: он состоит из 2-стадий :
-предварительное вспенивание гранул паром высокой температуры в цилиндрах, называемых вспенивателями. В результате получается шарик из полимера диаметром 1-8мм с воздухом внутри.
-непосредственно термоформование для придания необходимой формы изделию-это спекание предварительно вспененных гранул (шариков) в монолитное изделие в герметичной камере формовочной машины, где они, под действием пара и расширяясь, заполняют все место камеры и спекаются друг с другом.
Готовое изделие приобретает форму камеры формовочной машины.
В результате этого достигается плотность 8-30 кг/м3. Это самая низкая плотность из всех существующих термопластиков и как следствие структуры экстремально низкая теплопроводность 0,032 Вт/МхК (у воздуха 0,02 Вт/МхК)
Области применения: утеплительный материал (листы, панели), отделочные материалы, упаковочные материалы, контейнеры, одноразовую посуду и пр.
Поливинилхлорид (ПВХ, полихлорвинил, винил….)— бесцветная, прозрачная пластмасса, термопластичный полимер. Отличается химической стойкостью к щелочам, минеральным маслам, многим кислотам и растворителям. Теплостойкость поливинилхлорида 40—60 °C. 
Способы термоформования- экструзия, прессование, литьё под давлением.
Применяется для электроизоляции, рекламной продукции, изготовления труб, уплотнителей, плёнок, фурнитуры, оконных профилей, моющихся обоев.